# Iwate, Iwate
Iwate (japanska: 岩手町?, Iwate-machi) är en landskommun (köping) i Iwate prefektur i Japan. Folkmängden uppgår till cirka 12 000 invånare.
I kommunen ligger järnvägsstationen Iwate-Numakunai som betjänas av Tohoku Shinkansen med höghastighetståg till bland annat Tokyo. 